# Jirama
Jirama (Jiro sy rano malagasy) este o companie de stat ce se ocupă cu utilități electrice și servicii de alimentare cu apă din Madagascar.

## Istoric
Jirama a fost înființată la 17 octombrie 1975 când Société Malagasy des Eaux et Electricité și Société des Energies de Madagascar au fuzionat. Până în 1999, a fost singura companie de electricitate de stat din țară. După 1999, Jirama și-a menținut monopolul asupra rețelelor de transport și distribuție.
În 2007, când Andry Rajoelina, primarul orașului Antananrivo, a preluat funcția, trezoreria orașului avea o datorie de 8,2 miliarde de malgași Ariary (aproximativ 4,6 milioane de dolari americani). La 4 ianuarie 2008, din cauza datoriilor neplătite către Jirama, orașul Antananarivo a fost lovit de o întrerupere generală a apei și de spargerea luminilor stradale ale orașului. În urma unui audit, s-a constatat că Jirama datora aproximativ aceeași sumă de bani orașului, iar sancțiunea asupra populației orașului a fost ușurată.
În 2008, datorită lansării unei noi centrale termice în Mandroseza, Jirama a reușit să deservească 2.000 de consumatori suplimentari din Antananarivo. În iunie 2009, Désiré Rasidy a fost numit noul CEO al Jirama. În 2012, datorită finanțării Agenției franceze pentru dezvoltare, Jirama a lansat centrala electrică pe păcură, construită de britanici Broad Crown care vizau să pună capăt deficitului de energie electrică pentru totdeauna în Mahajanga.
Potrivit unui Raport FMI publicat în martie 2018, dificultățile financiare ale Jiramei reprezintă o povară majoră pentru economia malgașă. În iunie 2018, Jirama avea în vedere o reabilitare a rețelei sale de distribuție a energiei electrice.

## Activități
Cu sediul în Antananarivo, Jirama deservește 340.000 de clienți pentru energie electrică în 114 localități și 65 de centre de distribuție a apei. Jirama este deținută 100% de guvernul din Madagascar.

## Planuri
- 18 MW Central solar-hibrid la Tanambao Verrerie, Toamasina (din 2021)
- 8,4 MW Antelomita Hydroelectrice Station la Anjeva Gara
- 91 MW Centrala Hidroelectrică Andekaleka
- 24 MW Centrala Mandraka
- 205 MW Hidrocentrala Sahofika
- Lista centralelor electrice din Madagascar